# دوريان هولي
دوريان هولي (بالإنجليزية: Dorian Holley)‏ هو موسيقي أمريكي، ولد في 1956.

## وصلات خارجية
- دوريان هولي على موقع IMDb (الإنجليزية)
- دوريان هولي على موقع ميوزك برينز (الإنجليزية)
- دوريان هولي على موقع ديسكوغز (الإنجليزية)
- دوريان هولي على موقع قاعدة بيانات الفيلم (الإنجليزية)